# Nova 9: Return of Gir Draxon
Nova 9: The Return of Gir Draxon est un jeu vidéo de simulation de char d’assaut développé par Dynamix et publié par Sierra On-Line en 1991 sur Amiga et PC. Le jeu fait suite à Stellar 7 (1983) et à Arcticfox (1986). Comme ses prédécesseurs, le jeu se déroule dans un univers de science-fiction et met le joueur aux commandes d’un char d’assaut futuriste. À sa sortie, le jeu est bien accueilli par les magazines Computer Gaming World, qui salue ses graphismes et sa difficulté, et Dragon Magazine, qui lui attribue un score de 4.5 sur 5,.